# 安哈特-克滕的路德維希
安哈特-克滕的路德維希（德語：Ludwig von Anhalt-Köthen，1778年9月25日—1802年9月16日）是安哈特-克滕親王卡爾·格奧爾格·萊布雷希特的幼子，母親是什勒斯維希-霍爾斯坦-森訥堡-格呂克斯堡的路易絲·夏洛特。

## 家庭
1800年，路德維希與黑森-達姆施塔特的路易絲結婚，兩人共有兩個兒子：
1. 腓特烈·威廉（1801年—1801年），夭折
2. 路德維希·奧古斯特（1802年—1818年），安哈特-克滕公爵